# Aranyhomlokú bádogosmadár
Az aranyhomlokú bádogosmadár (Pogoniulus chrysoconus) a madarak (Aves) osztályának a harkályalakúak (Piciformes) rendjébe, ezen belül a Lybiidae családjába tartozó faj.

## Előfordulása
Afrikában a Szahara alatti területeken honos. Erdők és fákkal tarkított mezők lakója.

## Alfajai
- Pogoniulus chrysoconus chrysoconus
- Pogoniulus chrysoconus dryas
- Pogoniulus chrysoconus extoni
- Pogoniulus chrysoconus xanthostictus

## Megjelenése
Testhossza 11 centiméter, testtömege 8-20 gramm közötti.

## Életmódja
Bogyókkal, gyümölcsökkel  és rovarokkal táplálkozik.

## Szaporodása
Fák odvába készíti fészkét. Fészekalja 2-3 fehér tojásból áll.